# Issa Béri
Issa Béri (auch: Issa Béry) ist ein Stadtviertel (französisch: quartier) im Arrondissement Niamey II der Stadt Niamey in Niger.

## Geographie

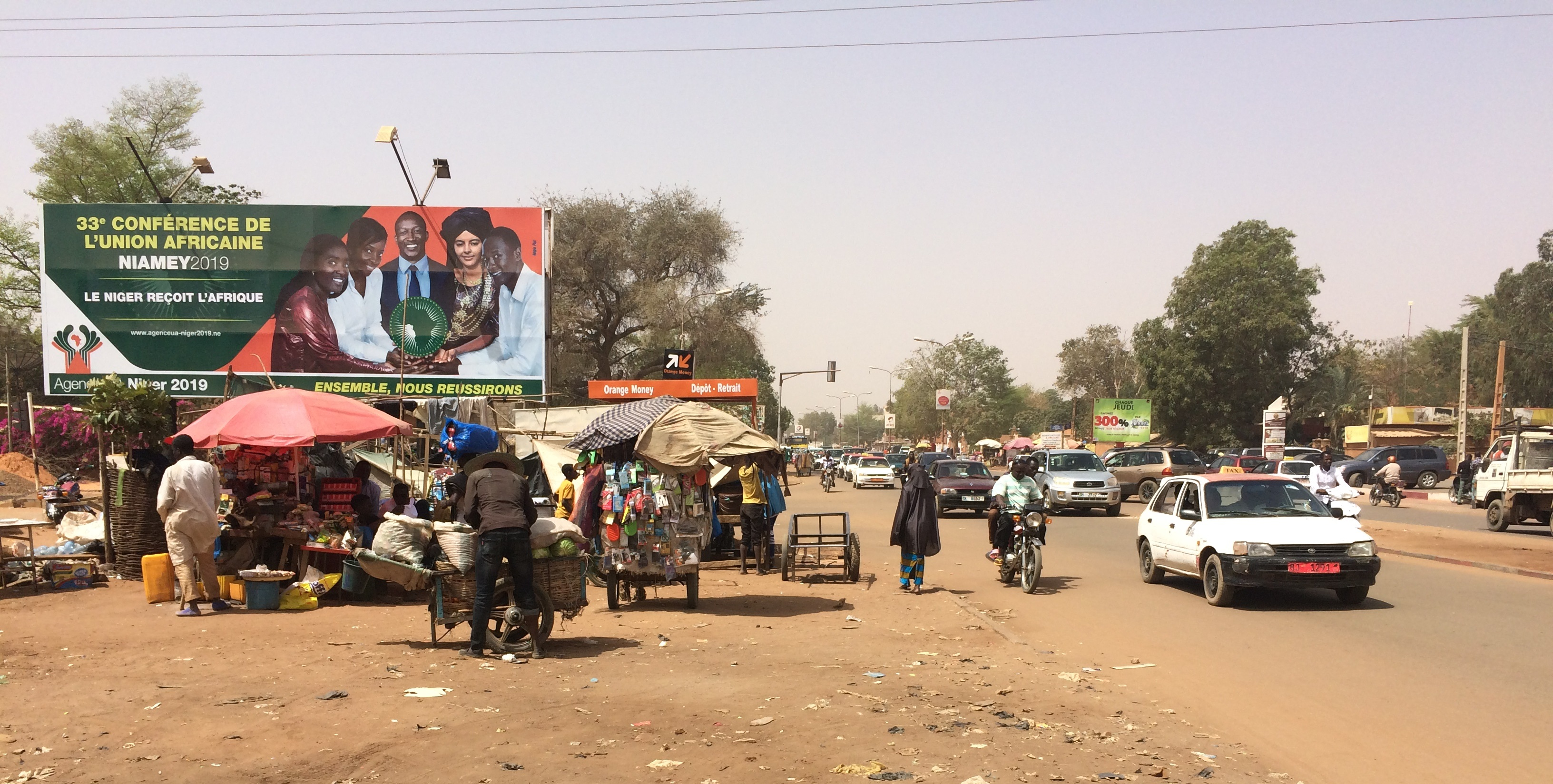
Straßenszene am Boulevard Mali Béro in Issa Béri (2018)

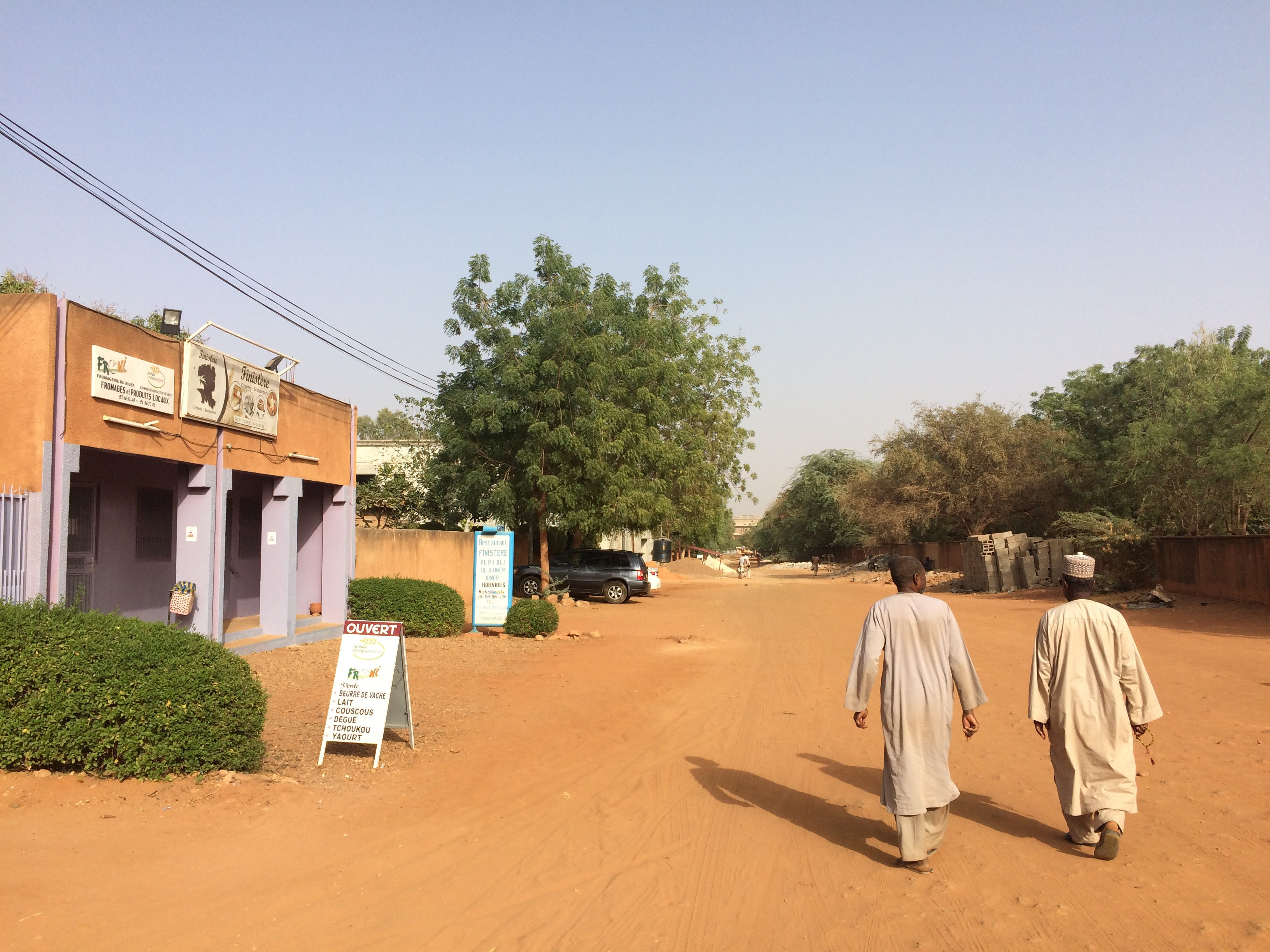
Straßenszene in der Rue de la Magia in Issa Béri (2018)

Issa Béri befindet sich im Stadtzentrum von Niamey. Das Stadtviertel liegt im Nordwesten des Stadtteils Plateau in einem Tafelland mit einer mehr als 2,5 Meter tiefen Sandschicht, wodurch eine bessere Einsickerung als in anderen Teilen der Stadt möglich ist. Zu den umliegenden Stadtvierteln zählen Dar Es Salam im Norden, Tourakou im Nordosten, Boukoki III im Osten und Plateau 2 im Westen.
Das Standardschema für Straßennamen in Issa Béri ist Rue IB 1, wobei auf das französische Rue für Straße das Kürzel IB für Issa Béri und zuletzt eine Nummer folgt. Dies geht auf ein Projekt zur Straßenbenennung in Niamey aus dem Jahr 2002 zurück, bei dem die Stadt in 44 Zonen mit jeweils eigenen Buchstabenkürzeln eingeteilt wurde.

## Geschichte
Das Wohnviertel Issa Béri entstand in der Zeit von 1971 bis 1976 durch die Errichtung von Wohnungen mittleren und gehobenen Standards für höhere Funktionäre. Der Ortsname Issa Béri kommt aus der Sprache Zarma, bedeutet wörtlich „großer Fluss“ und bezeichnet den Strom Niger, an dem Niamey liegt.

## Bevölkerung
Bei der Volkszählung 2012 hatte Issa Béri 2812 Einwohner, die in 522 Haushalten lebten.

## Infrastruktur

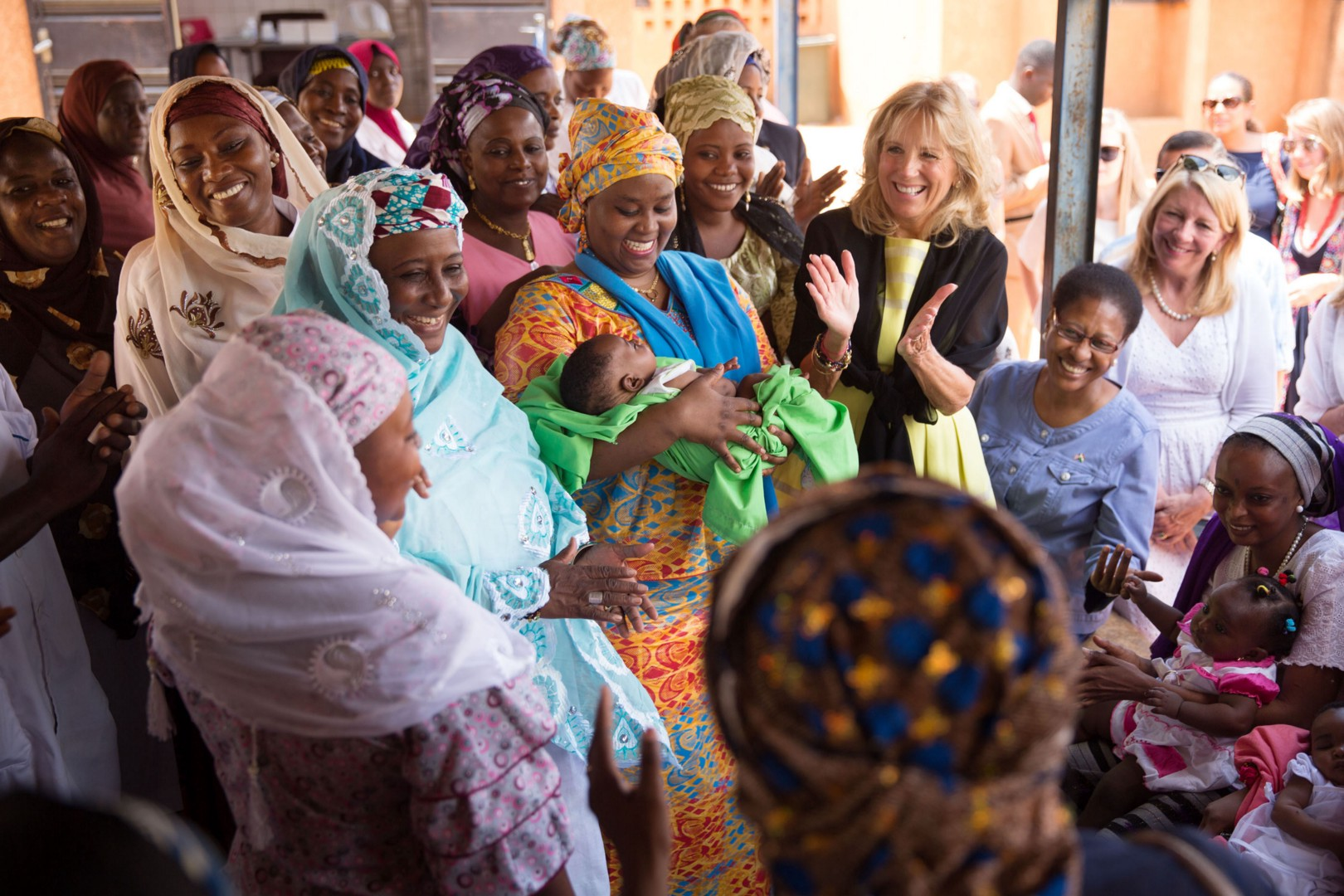
Jill Biden besucht das Marie Stopes Centre Niamey (2016)

In Issa Béri befinden sich mehrere Bildungseinrichtungen. Die Mittelschule Lycée Issa Béri geht auf das Jahr 1966 zurück. Die älteste öffentliche Grundschule, die Ecole primaire de Foulankoira I, wurde 1975 gegründet. Am Institut Régional d’Informatique, de Marketing, d’Assurance et de Gestion (IRIMAG) werden verschiedene Lehrgänge zu Informatik, Marketing, Versicherungswesen und Betriebswirtschaft angeboten.
Die britische Wohlfahrtsorganisation MSI Reproductive Choices betreibt seit 2016 die Frauenklinik Marie Stopes Centre Niamey.